# Parque Urbano de Ermesinde
O Parque Urbano de Ermesinde é um espaço público de lazer e recreio localizado na cidade de Ermesinde, no município de Valongo, em Portugal. Situa-se nas imediações da Estação Ferroviária de Ermesinde e foi inaugurado a 11 de julho de 1998, resultando da reabilitação de uma antiga zona industrial ocupada pela Fábrica da Telha, hoje Fórum Cultural de Ermesinde.

## História

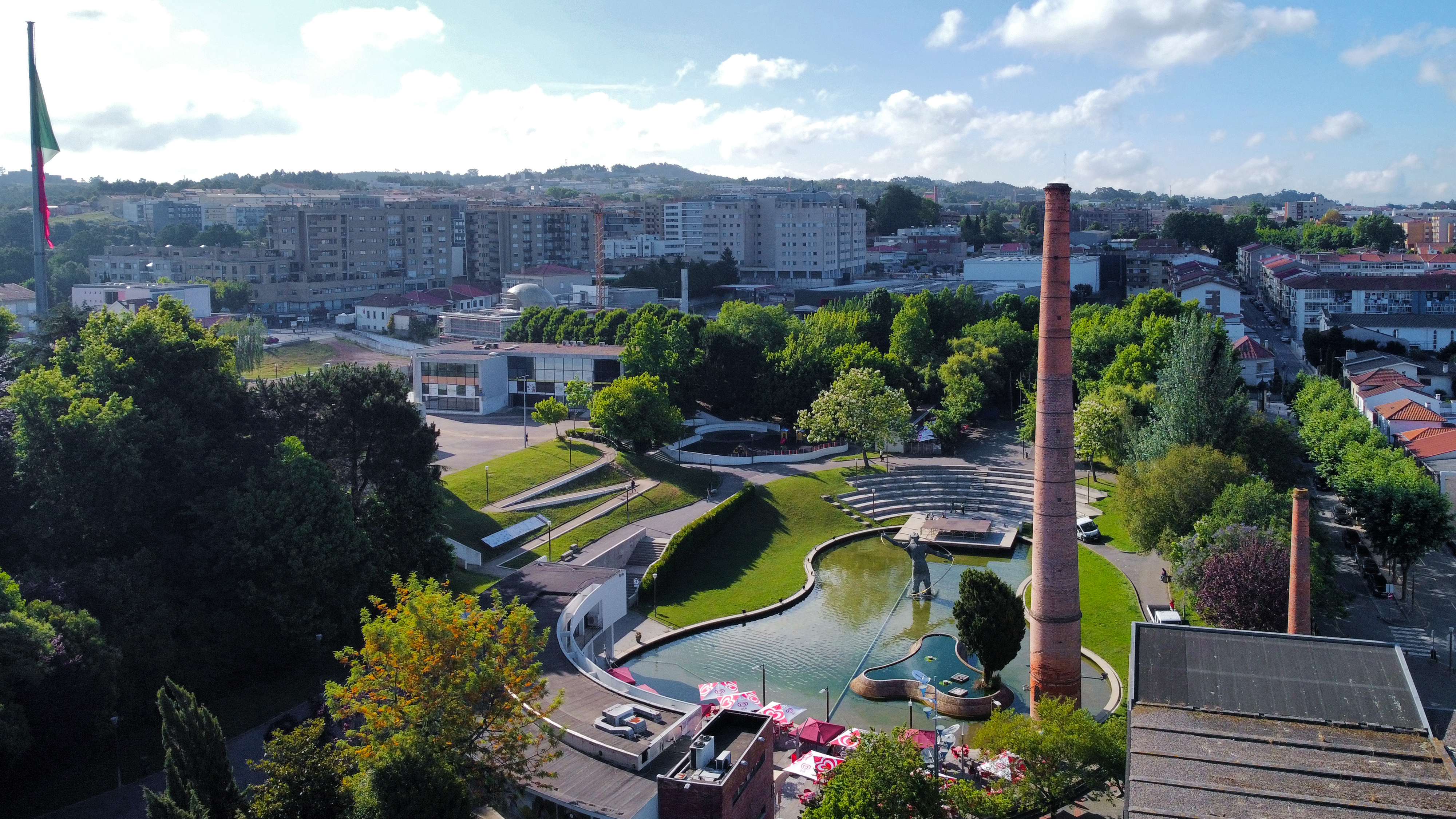
Vista Aérea do Parque

O espaço atualmente ocupado pelo parque corresponde ao antigo terreno da Fábrica Cerâmica de Ermesinde, também conhecida por Fábrica da Telha, fundada em 1910 com a designação de Empresa Industrial de Ermesinde. Os seus fundadores foram o engenheiro Francisco Xavier Esteves e o republicano ermesindense Augusto César de Mendonça, que viria a ser também o primeiro presidente da Junta de Freguesia da cidade após a implantação da República.
A fábrica destacou-se nas primeiras décadas do século XX pela produção de telha tipo Marselha, tijolos e produtos cerâmicos diversos. Foi uma das principais indústrias da região e chegou a empregar cerca de 200 operários. Com o tempo, a empresa mudaria de designação para Empresa Cerâmica de Ermesinde e passaria a integrar o grupo Fábricas de Cerâmica Lusitânia, acabando por encerrar em 1982 devido a dificuldades financeiras.
Nos anos seguintes, o espaço degradou-se e tornou-se foco de marginalidade, até que em 1995 a Câmara Municipal de Valongo adquiriu os terrenos e iniciou a requalificação da área. O Parque Urbano de Ermesinde foi então inaugurado em 1998, integrando os vestígios industriais com novos elementos paisagísticos e culturais.

## Maior Bandeira Portuguesa

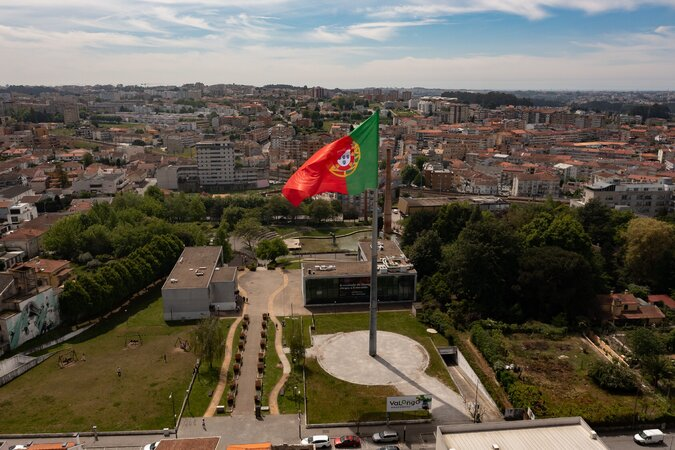
Maior Bandeira Nacional

No âmbito das celebrações dos 50 anos do 25 de Abril, a Câmara Municipal de Valongo hasteou no parque a maior bandeira de Portugal em área, com 384 m² (16 metros de altura por 24 de largura). A estrutura utilizada é a mesma onde é montada anualmente a maior árvore de Natal do país.